# Alexandre José Maria dos Santos

Znak kardinála Santose

Alexandre José Maria kardinál dos Santos (18. března 1924 Zavala – 29. září 2021 Maputo) byl mosambický římskokatolický kněz, bývalý arcibiskup Maputa, františkán a kardinál.

## Život
Studoval ve františkánských řádových školách v Portugalsku a Malawi. Vstoupil do řádu františkánů, v roce 1948 složil časné sliby, o tři roky později sliby věčné. Kněžské svěcení přijal 25. června 1953. Poté působil na františkánské misi v Inhambane w Mosambiku, byl rovněž rektorem nižšího semináře ve Vila Pery.
V prosinci 1974 byl jmenován arcibiskupem Maputa, biskupské svěcení mu udělil 9. března 1975 kardinál Agnelo Rossi, prefekt Kongregace pro evangelizaci národů. Při konzistoři v červnu 1988 ho papež Jan Pavel II. jmenoval kardinálem. Po dosažení kanonického věku rezignoval v únoru 2003 na funkci arcibiskupa.